# Powiat nowosądecki
Powiat nowosądecki – powiat w Polsce (województwo małopolskie), utworzony w 1999 r. w ramach reformy administracyjnej. Jego siedzibą jest miasto Nowy Sącz.
Według danych z 31 grudnia 2019 roku powiat zamieszkiwało 216 796 osób. Natomiast według danych z 30 czerwca 2020 roku powiat zamieszkiwały 216 994 osoby.

## Gminy powiatu nowosądeckiego
W skład powiatu wchodzi 16 gmin:
- gminy miejskie: Grybów
- gminy miejsko-wiejskie: Krynica-Zdrój, Muszyna, Piwniczna-Zdrój, Stary Sącz
- gminy wiejskie: Chełmiec, Gródek nad Dunajcem, Grybów, Kamionka Wielka, Korzenna, Łabowa, Łącko, Łososina Dolna, Nawojowa, Podegrodzie, Rytro
- miasta: Grybów, Krynica-Zdrój, Muszyna, Piwniczna-Zdrój, Stary Sącz

## Historia
Pierwsze wzmianki pisane, które mówią o kasztelanie sądeckim pochodzą z 1224 r.
W 1257 r. Bolesław Wstydliwy przekazał ziemię sądecką swojej żonie Kindze, która uwłaszczyła otrzymanymi dobrami sprowadzony do Starego Sącza zakon klarysek. Tutaj też przeniesiono z Podegrodzia siedzibę władz sądeckich. Kinga, a później Gryfina (wdowa po Leszku Czarnym) miały w tej ziemi uprawnienia książęce i tytułowały się paniami sądeckimi. Władza kasztelana została wtedy ograniczona do funkcji wojskowych. Sprawy administracyjno-sądowe nad podległą ludnością przyjęli natomiast urzędnicy Kingi i Gryfiny.
W 1292 r. król Wacław II przenosi miasto Sącz do wsi Kamienica, która leży nad bardziej znaczącym od Popradu, Dunajcem. Tak powstaje Nowy Sącz. Miasto szybko rozwija się dzięki licznym przywilejom, położeniu przy ważnych szlakach komunikacyjnych oraz usytuowaniu tu siedziby kasztelana i starosty.
Kres świetności przyniosły klęski żywiołowe i epidemie w I połowie XVII wieku oraz najazd Szwedów, którzy wkroczyli do Nowego Sącza w 1655 roku.
W wyniku I rozbioru Polski Sądecczyzna znalazła się pod panowaniem austriackim. Utworzony został powiat sądecki, podległy okręgowi wielickiemu. Rozparcelowano też włości sióstr klarysek między nowo przybyłych na te tereny niemieckich kolonistów. Kolejna reforma administracyjna w miejsce powiatów i obwodów wprowadziła cyrkuły. Stolicą jednego z nich stał się Nowy Sącz, dzięki czemu miasto zyskało na znaczeniu.
W czasie I wojny światowej do miasta praktycznie bez walki wkroczyli Rosjanie, wyparci następnie przez wojska austro-węgierskie i Legiony Polskie. Okres międzywojenny nie przyniósł ze sobą ożywienia gospodarczego.
II wojna światowa dosięgła Sądecczyznę 6 września, kiedy to po zaciętych bojach Niemcy następnego dnia wkroczyli do Nowego Sącza. Wyzwolenie nadeszło 19 stycznia 1945 roku.
Po wojnie ziemię sądecką włączono do województwa krakowskiego, a Nowy Sącz stał się siedzibą powiatu. W wyniku reformy administracyjnej w 1975 r. powstało województwo nowosądeckie, zniesione w 1999 r. Nowy Sącz znów stał się siedzibą powiatu.

## Demografia

### Liczba ludności
- 1999 – 188 925
- 2000 – 190 869
- 2001 – 192 359
- 2002 – 193 540
- 2003 – 194 983
- 2004 – 196 054
- 2005 – 197 279
- 2006 – 198 630
- 2007 – 200 015
- 2008 – 201 412
- 2009 – 202 701
- 2010 – 204 092
- 2011 – 208 715
- 2012 – 209 988
- 2013 – 211 045
- 2014 – 211 830
- 2015 – 212 894
- 2016 – 213 864
- 2017 – 214 999
- 2018 – 216 176
- 2019 – 216 796
- 2020 – 217 071
- 2021 – 217 117
- 2022 – 214 933  [7]

### Płeć i podział na miasto-wieś

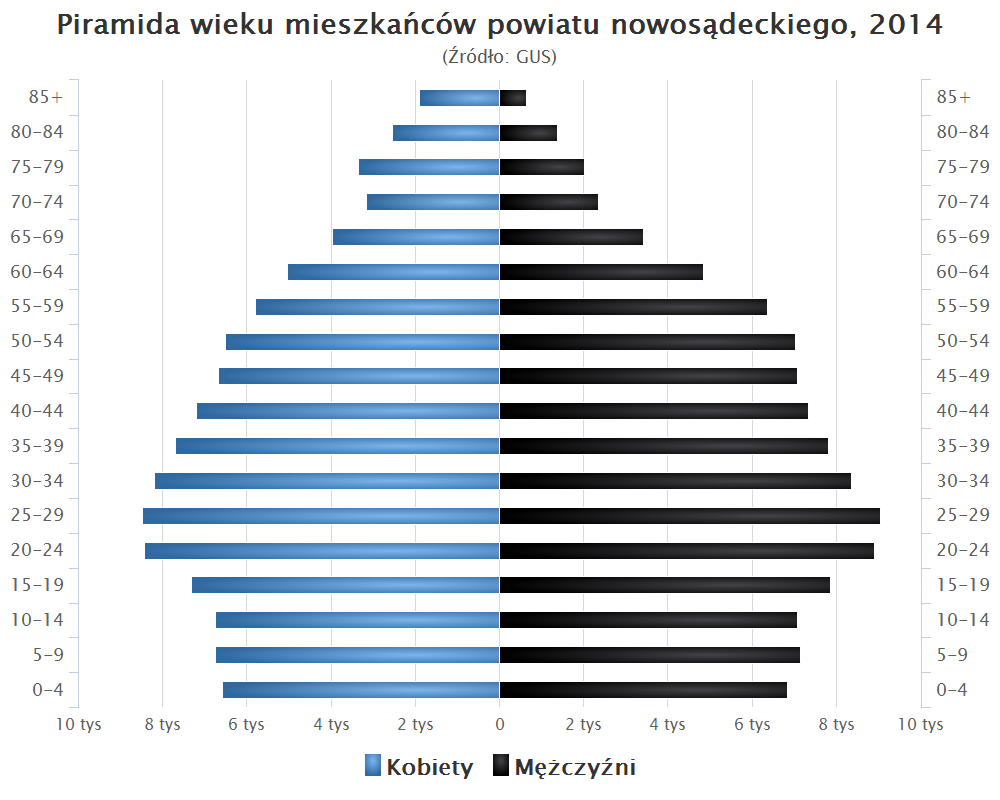
Piramida wieku mieszkańców powiatu nowosądeckiego w 2014 roku

Liczba ludności (dane z 30 czerwca 2005):
|        | Ogółem  | Ogółem | Kobiety | Kobiety | Mężczyźni | Mężczyźni |
| osób   | %       | osób   | %       | osób    | %         |           |
| ------ | ------- | ------ | ------- | ------- | --------- | --------- |
| Ogółem | 196 626 | 100    | 98 589  | 50,14   | 98 037    | 49,86     |
| Miasto | 37 180  | 18,91  | 19 291  | 9,81    | 17 889    | 9,10      |
| Wieś   | 159 446 | 81,09  | 79 298  | 40,33   | 80 148    | 40,76     |

▶Wieś vs ▶miasto
Ogółem (▶k, ▶m)
Miasto (▶k, ▶m)
Wieś (▶k, ▶m)

## Geografia
Większość powierzchni powiatu zajmują tereny górskie i wyżynne (pogórza), a także doliny rzeczne Dunajca z jego głównymi dopływami: Popradem i Kamienicą. Rzeki te rozdzielają główne pasma górskie Sądecczyzny: Beskid Sądecki, Beskid Niski i Beskid Wyspowy, otaczające Kotlinę Sądecką, która stanowi główne skupienie osadnicze regionu.
Lasy i tereny leśne zajmują 44% obszaru powiatu, w tym najwięcej w gminach górskich: Rytro (72,8%), Łabowa (70,8%), Piwniczna (63,6%), Muszyna (61,2%), Krynica (57%), Kamionka Wielka (46,2%), Łącko (42,8%), Nawojowa (41,6%).
Długość potoków i rzek sięga na ziemi sądeckiej 1900 km. Największą rzeką jest Dunajec a dalej: Poprad, Kamienica Nawojowska. Na terenie powiatu brak jest jezior naturalnych, ale na skutek działalności człowieka powstało sztuczne – jezioro Rożnowskie (nazwę swą wzięło od Pogórza Rożnowskiego), o długości dochodzącej do 20 km.
Znaczną część powiatu obejmuje Popradzki Park Krajobrazowy.

## Gospodarka

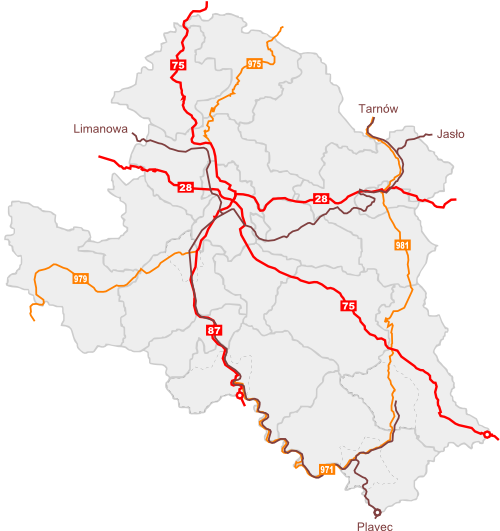
Główne drogi i linie kolejowe

Ważną rolę gospodarczą w regionie odgrywa rolnictwo; użytki rolne zajmują 47,1%, w tym 20,6% łąki i pastwiska, sady – 1,6%. Podmioty gospodarcze reprezentują najczęściej handel, usługi, produkcję i budownictwo; wiele firm zajmuje się prowadzeniem hoteli i restauracji. Kluczową dziedzinę gospodarki regionu stanowi turystyka.

## Kultura i turystyka
Sądecczyzna spełnia prawie wszystkie wymagania turystów – można tu znaleźć góry, jezioro, ostępy leśne i pełne zabytków miasta, łemkowskie drewniane cerkiewki i monumentalne kościoły, a także najnowocześniejszą infrastrukturę sportową i szereg słynnych kurortów sanatoryjnych i uzdrowiskowych. Na terenie powiatu znajduje się ponadto wieś Kamianna – światowe centrum apiterapii.
W największych centrach sadowniczych (Łącku i Łososinie Dolnej), każdego roku w okresie kwitnienia sadów organizowane są Święta Kwitnącej Jabłoni, będące przeglądem kulturalnych i gospodarczych osiągnięć regionu. W imprezach tych biorą udział zespoły regionalne, orkiestry dęte oraz znani artyści scen polskich.

## Wspólnoty wyznaniowe
W powiecie nowosądeckim dominują wierni Kościoła rzymskokatolickiego. Działalność religijną prowadzą także następujące Kościoły i związki wyznaniowe (niektóre ich placówki mają siedzibę w Nowym Sączu – mieście na prawach powiatu):
- Polski Autokefaliczny Kościół Prawosławny:
  - parafia św. Włodzimierza Wielkiego w Krynicy-Zdroju
  - punkt duszpasterski Świętych Cyryla i Metodego w Nowym Sączu
- Kościół greckokatolicki:
  - parafia św. Włodzimierza i Olgi w Nowym Sączu
  - parafia Świętych Apostołów Piotra i Pawła w Krynicy-Zdroju
- Kościół Ewangelicko-Augsburski:
  - parafia Przemienienia Pańskiego w Nowym Sączu
- Kościół Zielonoświątkowy w RP: 
  - zbór Chwały Bożej w Nowym Sączu
- Kościół Chrześcijan Baptystów w RP:
  - zbór w Krynicy-Zdroju
- Kościół Adwentystów Dnia Siódmego w RP:
  - zbór w Nowym Sączu
- Kościół Wolnych Chrześcijan w RP:
  - placówka w Nowym Sączu
- Świadkowie Jehowy:
  - zbory: Nowy Sącz-Południe, Nowy Sącz-Północ (w tym grupa języka migowego),
  - zbór Krynica[9]

## Sąsiednie powiaty
- Nowy Sącz (miasto na prawach powiatu)
- powiat nowotarski
- powiat limanowski
- powiat brzeski
- powiat tarnowski
- powiat gorlicki